# Barbu Bellu
Barbu Bellu (n. mai 1825 – d. 27 iulie 1900) a fost un om politic român din secolul al XIX-lea, de origine aromână. Printre altele, a îndeplinit și funcțiile de ministru al culturii (religiei și instruirii publice) și al justiției în guvernul Barbu Catargiu, între 22 ianuarie-24 iunie 1862, respectiv ministru al justiției în guvernul Nicolae Kretzulescu 1.
Ulterior, în 1866 a fost înălțat de împăratul austriac la rangul de baron.
Cimitirul Bellu, unde a și fost înmormântat, cel mai cunoscut cimitir din România, a fost înființat pe un teren donat de către Barbu Bellu administrației locale.

## Biografie
Barbu Bellu a fost fiul logofătului Alexandru Bellu (1799—1853), și al Irinei (n. Văcărescu), fiica marelui ban Barbu Văcărescu (d. 1832) și strănepoata lui Ienăchiță Văcărescu (1730–1796).
Și-a făcut studiile în jurul anului 1843 în Grecia, în Atena, iar din 1850 a devenit judecător la tribunalul județului Ilfov, din 1852 conducând instituția respectivă. În 1856 devine procuror la Curtea de Argeș.
La 7 februarie 1862, Barbu Bellu este numit ministru al culturii, funcție din care demisionează la 24 iunie 1862, după ce primul ministru Barbu Catargiu, vărul său, este asasinat. Apoi, pentru timp de aproape două luni (14 iunie - 8 august 1863), ocupă funcția de ministru al Justiției în Guvernul Nicolae Crețulescu (1).
A fost membru al Parlamentului, din partea județului Muscel, în 1859, 1861 și 1864. În 1866, împăratul austriac Francisc Iosif i-a acordat titlul de baron. După abdicarea lui Alexandru Ioan Cuza, Barbu Bellu s-a retras din viața publică.
Barbu Bellu mai avea trei frați: Gheorghe (1826-1875), mezinul familiei, Constantin, și Ștefan (1824-1902).